# Synurus
Synurus là một chi thực vật có hoa trong họ Cúc (Asteraceae).

## Loài
Chi Synurus gồm các loài: